# Altlay
Altlay ist eine Ortsgemeinde im Landkreis Cochem-Zell in Rheinland-Pfalz. Sie gehört der Verbandsgemeinde Zell (Mosel) an.

## Geographie
Altlay liegt im nördlichen Teil des Hunsrücks zwischen dem Flughafen Hahn und der Mosel auf einer Höhe von etwa 300 m ü. NHN. Nördlich des Ortes fließt der Altlayer Bach durch ein enges Tal in die Mosel.
Zu Altlay gehören auch die Wohnplätze Bleesmühle (Henns-Mühle), Engersmühle und Kaspersmühle (Feilzers-Mühle).

## Geschichte
Der Ort wurde bereits 1107 als Leia erwähnt. Um das Jahr 1310, nach neueren Erkenntnissen des Landeshauptarchivs Koblenz wohl 1330–1335, wird der Ort unter dem Namen Altleya im Sponheimischen Gefälleregister der Grafschaft Sponheim erwähnt.
Um 1489 wird dann Schieferabbau in der Nähe von Altlay erwähnt.
Ab 1794 stand Altlay unter französischer Herrschaft. 1815 wurde der Ort auf dem Wiener Kongress dem Königreich Preußen zugeordnet. Unter der preußischen Verwaltung kam Altlay 1816 zur Bürgermeisterei Sohren im Kreis Zell, der zum Regierungsbezirk Koblenz und von 1822 an zur Rheinprovinz gehörte.
Seit 1946 ist er Teil des damals neu gebildeten Landes Rheinland-Pfalz. Durch das 8. Verwaltungsvereinfachungsgesetz vom 18. Juli 1970 mit Wirkung vom 7. November 1970 kam der Ort von der Verbandsgemeinde Büchenbeuren zur Verbandsgemeinde Zell (Mosel).
Bevölkerungsentwicklung
Die Entwicklung der Einwohnerzahl der Gemeinde Altlay, die Werte von 1871 bis 1987 beruhen auf Volkszählungen:
| Jahr | Einwohner |
| 1815 | 549       |
| 1835 | 619       |
| 1871 | 580       |
| 1905 | 537       |
| 1939 | 461       |
| 1950 | 472       |

| Jahr | Einwohner |
| 1961 | 413       |
| 1970 | 401       |
| 1987 | 405       |
| 1997 | 630       |
| 2005 | 530       |
| 2023 | 447       |

## Politik

### Gemeinderat
Der Gemeinderat in Altlay besteht aus acht Ratsmitgliedern, die bei der Kommunalwahl am 9. Juni 2024 in einer Mehrheitswahl gewählt wurden, und dem ehrenamtlichen Ortsbürgermeister als Vorsitzendem.

### Bürgermeister
Wolfgang Klein ist Ortsbürgermeister von Altlay. Bei der Direktwahl am 26. Mai 2019 wurde er mit einem Stimmenanteil von 80,59 % für weitere fünf Jahre in seinem Amt bestätigt. Bei der Direktwahl am 9. Juni 2024 wurde er mit 89,5 % der Stimmen ohne Gegenkandidat erneut wiedergewählt.

## Wirtschaft und Infrastruktur

### Schieferabbau
Im Altlayer Bachtal wurde zwischenzeitlich oberirdisch Schiefer abgebaut, nachdem der unterirdische Abbau Mitte des 20. Jahrhunderts aufgegeben worden war. Inzwischen ist das Unternehmen jedoch wieder dazu übergegangen, unterirdisch abzubauen, da sich neue Lagerstätten erschlossen haben, deren Abbau oberirdisch zu kostenintensiv wäre. Auch würde das Landschaftsbild stark beeinträchtigt. So kann auch der im Schieferbergbau hohe Abraumanteil in den stillgelegten Strecken wieder unter Tage verfüllt werden. In einer Sponheimer Urkunde vom 20. Juni 1489 ist der Schieferabbau in der Nähe von Altlay bereits festgehalten.

### Buntmetallerze
Außerdem wurden in Altlay über Jahrhunderte Buntmetallerze abgebaut. Bis 1959 wurde in Altlay in der Grube Adolph-Helene durch die Gewerkschaft Barbarasegen unter anderem Blei-, Zink-, Silber- und Kupfererz abgebaut. Laut Schätzungen wurden insgesamt 384.000 t Roherz gefördert.
Es existierte auch eine Kleinbahn von der Grube bis nach Zell (Mosel) zur Verschiffung der gewonnenen Erze.
1957 wurde die Grube Adolph-Helene an die Stolberger Zink verpachtet, die jedoch schon zwei Jahre später den Betrieb einstellte. Ein starker Preisverfall bei Metallerzen führte zur Unrentabilität. Obwohl die Preise später wieder stiegen, lohnte sich die Wiederinbetriebnahme der stillgelegten Grube nicht.
Heute sind nur noch die Reste der ehemaligen Industrieanlagen sichtbar. Der Förderturm wurde schon in den 1960er Jahren abgebaut, die restlichen Gebäude sind dem Verfall preisgegeben.

### Tourismus

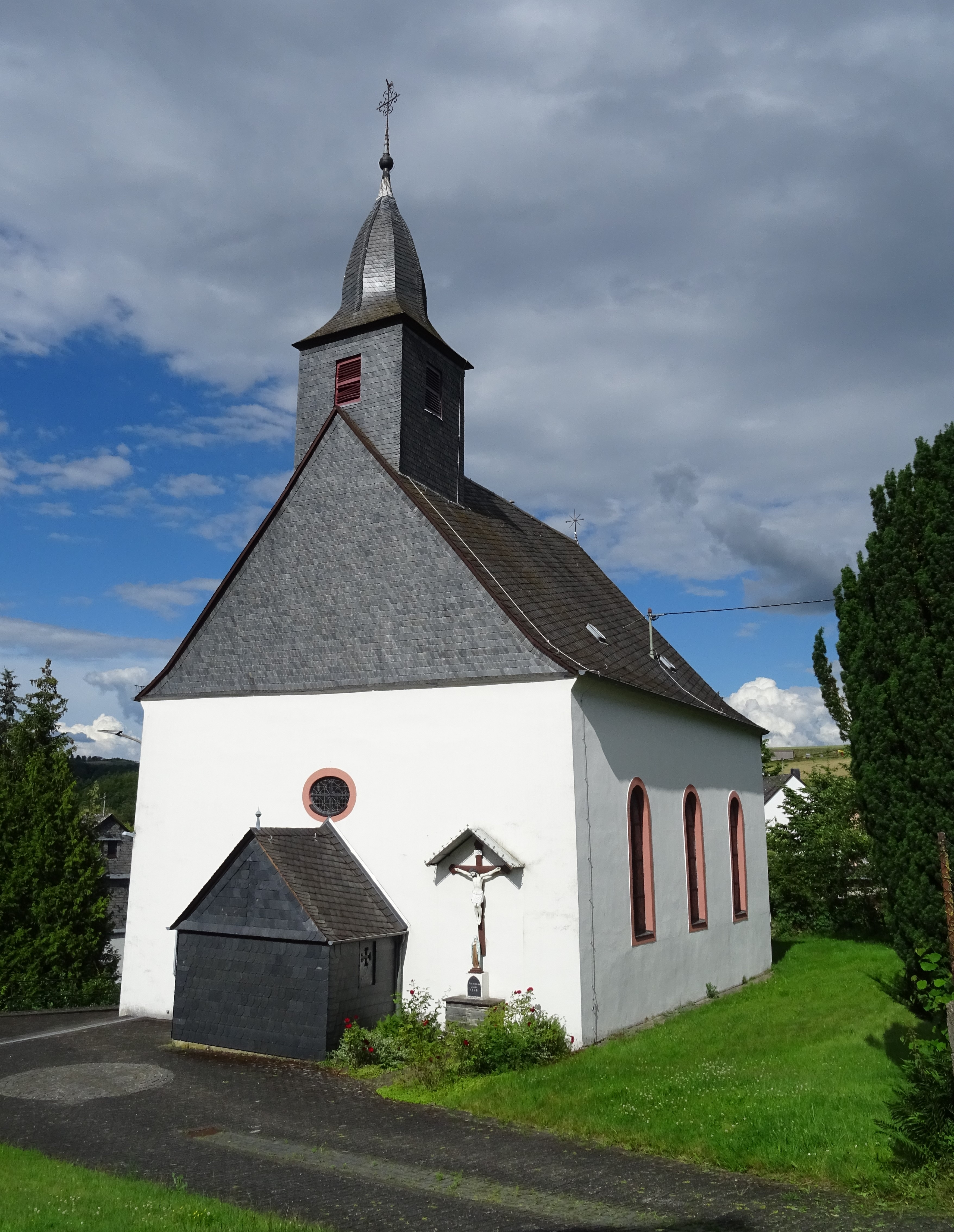
St. Barbara

Der Ort ist Endpunkt einer Etappe des Saar-Hunsrück-Steigs. Von dort führt der Weg durch die Altlayer Schweiz.